# Botby gård
Botby gård (fi. Puotila) är ett delområde med metrostation i stadsdelen Botby i Helsingfors stad, ursprungligen en herrgård.
Botby gård hör till de äldre förorterna i Helsingfors, byggd på 1960-talet med hus av rödtegel i tre eller fyra våningar. En skillnad i Botby gård jämfört med annan typisk förortsbebyggelse är att husen bildar slutna eller halvöppna kvarter som i stadskärnan. 
Metrostationen Botby gård öppnade år 1998 och kring stationen har man uppfört nya hus. 

## Herrgården
Herrgården Botby gård har anor från 1500-talet. Sin största sträckning nådde gården på 1700-talet då flera bondgårdar anslöts till herrgårdens marker. Den nuvarande karaktärsbyggnaden är från 1800-talet och fungerar idag som restaurang. Sveaborgs kommendant Carl Olof Cronstedt föddes på Botby gård. 

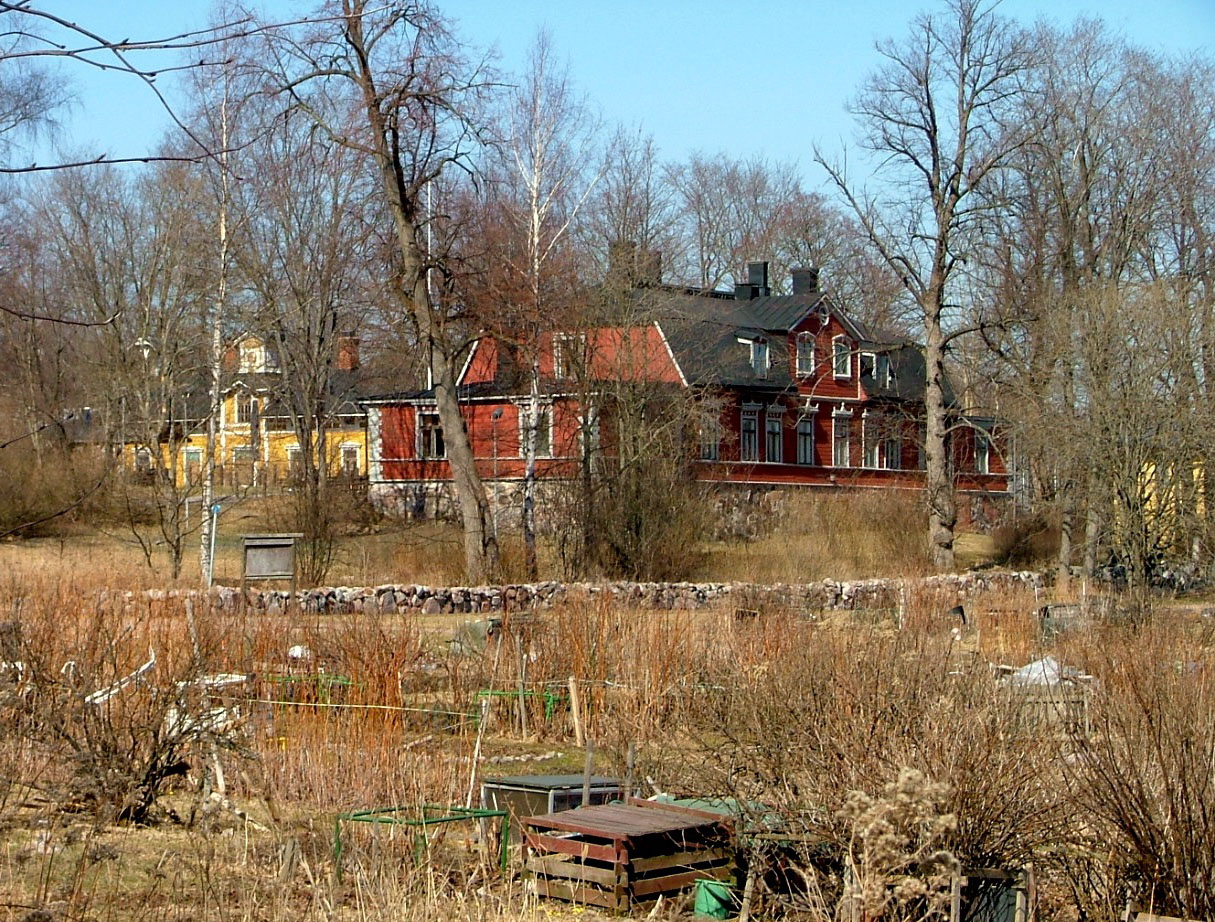
Botby gård

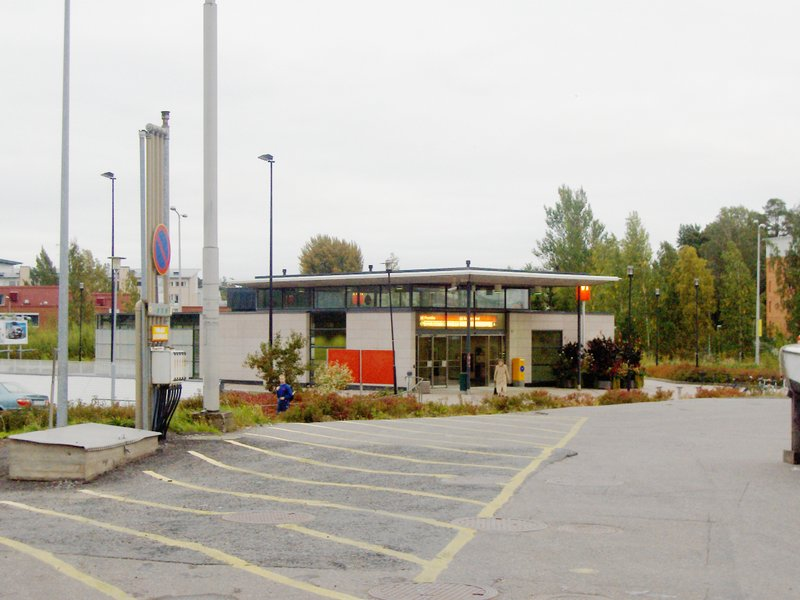
Botby gårds metrostation